# Popis političkih stranaka u Sloveniji
Ovo je popis političkih stranaka u Sloveniji.
U Sloveniji postoji višestranački politički sustav u kojem obično ni jedna stranka ne može sama doći na vlast, nego se za sastav vlade formiraju stranačke koalicije.

## Stranke
Stranke koje su podebljane su parlamentarne stranke koje imaju svoje zastupnike u Narodnoj skupštini (Državni zbor). Popis svih stranaka nije potpun.
- Aktivna Slovenija
- Demokratska stranka umirovljenika Slovenije (Demokratična stranka upokojencev Slovenije, DeSUS)
- Zeleni Slovenije
- Liberalna demokracija Slovenije (LDS)
- Nova Slovenija – Kršćanska narodna stranka (Nova Slovenija – Krščanska ljudska stranka, NSi)
- Slovenija je naša (SJN)
- Slovenska demokratska stranka (SDS)
- Slovenska nacionalna stranka (SNS)
- Slovenska narodna stranka (Slovenska ljudska stranka, SLS)
- Socijaldemokrati (Socialni demokrati, SD)
- Stranka mladih Slovenije (SMS)